# Empoderamento feminino
O empoderamento feminino (ou empoderamento das mulheres) pode ser definido de várias maneiras, incluindo aceitar os pontos de vista das mulheres ou fazer um esforço para buscá-los, elevando o status das mulheres por meio da educação, conscientização, alfabetização e treinamento. O empoderamento das mulheres prepara e permite que elas tomem decisões determinantes para sua vida em diferentes problemas da sociedade. Eles podem ter a oportunidade de redefinir os papéis de gênero ou outros papéis semelhantes, o que, por sua vez, pode permitir-lhes mais liberdade para buscar os objetivos desejados.
O empoderamento das mulheres tornou-se um tópico significativo de discussão no desenvolvimento e na economia. O empoderamento econômico permite que as mulheres controlem e se beneficiem de recursos, bens e renda. Também auxilia na capacidade de gerenciar riscos e melhorar o bem-estar das mulheres. Pode resultar em abordagens para apoiar gêneros banalizados em um determinado contexto político ou social. Embora muitas vezes usado de forma intercambiável, o conceito mais abrangente de empoderamento de gênero diz respeito a pessoas de qualquer gênero, enfatizando a distinção entre biológico e gênero como um papel social. O empoderamento das mulheres ajuda a aumentar o status das mulheres por meio da alfabetização, educação, treinamento e criação de consciência. Além disso, o empoderamento das mulheres se refere à capacidade das mulheres de fazer escolhas estratégicas de vida que antes lhes eram negadas.
Nações, empresas, comunidades e grupos podem se beneficiar da implementação de programas e políticas que adotem a noção de empoderamento feminino. O empoderamento das mulheres aumenta a qualidade e a quantidade de recursos humanos disponíveis para o desenvolvimento. O empoderamento é uma das principais preocupações processuais ao abordar os direitos humanos e o desenvolvimento.